# Michael Lorenz (Musikwissenschaftler)
Michael Lorenz (* 18. Juli 1958 in Wien) ist ein österreichischer Musikwissenschaftler und Musiker. Er ist bekannt als Mozartexperte, speziell für seine musikgeschichtliche und genealogische Forschung, die auf Archivarbeit basiert.

## Werdegang
Michael Lorenz studierte Cello und Oboe an der Hochschule für Musik und darstellende Kunst Wien (Diplom 1990), Musikwissenschaft und Kunstgeschichte an der Universität Wien bei Walter Pass und Gernot Gruber (Promotion 2001). Von 2001 bis 2005 war er Obmann des Internationalen Franz Schubert Instituts.
Lorenz bekam Stipendien aus dem Jubiläumsfonds der Oesterreichischen Nationalbank, dem Fonds zur Förderung der wissenschaftlichen Forschung (FWF) und dem Music & Letters Trust. Nachdem er als wissenschaftlicher Mitarbeiter der Esterházy-Stiftung beschäftigt war, arbeitete er an Projekten, die von der Hochschuljubiläumsstiftung der Stadt Wien finanziert wurden.
Michael Lorenz hat insbesondere über Wolfgang Amadeus Mozart, Ludwig van Beethoven, Joseph Haydn und Franz Schubert publiziert. In den Wintersemestern 2014/15 und 2016/17 war er Lehrbeauftragter am Institut für Musikwissenschaft der Universität Wien.

## Schriften (Auswahl)
- Franz Jakob Freystädtler. Neue Forschungsergebnisse zu seiner Biographie und seinen Spuren im Werk Mozarts. In: Acta Mozartiana. 44, vol. 3–4, Dezember 1997, S. 85–108.
- Schuberts Freund Dr. Bernhard. Eine Neubewertung der Quellen. In: Schubert durch die Brille. 23. Schneider, Tutzing 1999, S. 3–46.
- „Viele glaubten und glauben noch, absichtlich.“ – Der Tod der Ludovica Siboni. In: Schubert durch die Brille, 23. Schneider, Tutzing 1999, S. 47–74.
- Karl Enderes. Eine biographische Studie. In: Schubert durch die Brille, 24. Schneider, Tutzing 2000, S. 31–80.
- Genealogische Anmerkungen zu Joseph von Gahy. In: Schubert durch die Brille, 24. Schneider, Tutzing 2000, S. 19–26.
- Mozarts Haftungserklärung für Freystädtler. Eine Chronologie. In: Mozart-Jahrbuch 1998. Bärenreiter, Kassel 2000, S. 1–19.
- Gottfried Ignaz von Ployers Haus in Döbling. Eine vergessene Mozartstätte. In: Acta Mozartiana. 47, Vol. 1–2, Juni 2000, S. 11–24.
- Dokumente zur Biographie Johann Mayrhofers. In: Schubert durch die Brille, 25. Schneider, Tutzing 2000, S. 21–50.
- Baronin Droßdik und die verschneyten Nachtigallen. Biographische Anmerkungen zu einem Schubert-Dokument. In: Schubert durch die Brille, 26. Schneider, Tutzing 2001, S. 47–88.
- Studien zum Schubert-Kreis. Ph. Diss. Universität Wien, 2001.
- Mehrere Bernhards. Die Lösung des Dr. J. Bernhard-Rätsels. In: Schubert durch die Brille, 28. Schneider, Tutzing 2002, S. 101–150.
- Die Familie Schober und ihr genealogisches Umfeld. In: Schubert durch die Brille, 30. Schneider, Tutzing 2003, S. 129–192 (Anhang: Schober Genealogie).
- The Jenamy Concerto. In: Newsletter of the Mozart Society of America. Vol. IX, No. 1, Januar 2005, S. 1–3.
- Behind the Wunder: Wolfgang Amadeus Mozart and His Relevance Today. In: Austria Culture, Online magazine of the Austrian Cultural Forum New York. Januar–Februar 2006 (www.acfny.org).
- New and Old Documents Concerning Mozart’s Students Barbara Ployer and Josepha Auernhammer. In: Eighteenth-Century Music. Vol. 3, No. 2, September 2006 (Cambridge University Press), S. 311–322.
- „Mademoiselle Jeunehomme“. Zur Lösung eines Mozart-Rätsels. In: Mozart Experiment Aufklärung. Essays for the Mozart Exhibition 2006. Da Ponte-Institut / Hatje Cantz Verlag, Ostfildern 2006, S. 423–429.
- Familie Trampusch – geliebt und totgeschwiegen. In: Jahrbuch des Vereins für Geschichte der Stadt Wien. Vol. 62/63, 2006/2007, Verein für Geschichte der Stadt Wien, Wien, S. 135–149.
- Commentary on Wawruch’s Report: Biographies of Andreas Wawruch and Johann Seibert, Schindler’s Responses to Wawruch’s Report, and Beethoven’s Medical Condition and Alcohol Consumption. In: The Beethoven Journal. Winter 2007, Vol. 22, No. 2. The Ira Brilliant Center for Beethoven Studies, San Jose 2007, S. 92–100.
- New Archival Documentation on the Theater auf der Wieden and Emanuel Schikaneder. In: Henri van Hulst (Hrsg.): Wolfgang Amadeus Mozart: „Die Zauberflöte“. Sources – interprétations. Peter Lang, Brüssel 2008.
- Süßmayr und die Lichterputzer: von gefundenen und erfundenen Quellen. In: Mozart-Jahrbuch 2006. Bärenreiter, Kassel 2008, S. 425–438.
- Neue Forschungsergebnisse zum Theater auf der Wieden und Emanuel Schikaneder. In: Wiener Geschichtsblätter. 4/2008. Verein für Geschichte der Stadt Wien, Wien 2008, S. 15–36.
- Wolfgang Amadeus Mozart. Klavierkonzert Es-Dur, KV 271, ‚Jenamy-Konzert’. (Programm zu Alfred Brendels Konzert im Wiener Musikverein am 17. Dezember 2008. Wiener Philharmoniker, Saison 2008/2009, S. 120–122).
- Mozart’s Apartment on the Alsergrund. Publiziert im Internet am 8. Juni 2009. Publiziert im Druck im Newsletter of the Mozart Society of America. Vol. XIV, No. 2, 27. August 2010.
- Mozarts Sterbehaus: Einige notwendige Anmerkungen. In: Acta Mozartiana. 56, Vol. 2, Dezember 2009, S. 187–190.
- Einige Korrekturen und Ergänzungen zu Klaus Martin Kopitz’ Aufsatz „Anmerkungen und Korrekturen zu Haydns Wiener Wohnungen“. Publiziert im Internet am 14. November 2010.
- „Die enttarnte Elise“. Die kurze Karriere der Elisabeth Röckel als Beethovens „Elise“. In: Bonner Beethoven-Studien. Vol. 9. Beethoven-Haus, Bonn 2011, S. 169–190. (Text bei univie.ac.at).
- Mozarts Patenkind. In: Acta Mozartiana. 58, Vol. 1, Juni 2011, S. 57–70.